# Lądowisko Wadowice-Szpital
Lądowisko Wadowice-Szpital – lądowisko sanitarne w Wadowicach, w województwie małopolskim, położone przy ul. Karmelickiej 5. Przeznaczone jest do wykonywania startów i lądowań śmigłowców sanitarnych i ratowniczych w dzień i w nocy o dopuszczalnej masie startowej do 5700 kg.
Zarządzającym lądowiskiem jest Zespół Zakładów Opieki Zdrowotnej w Wadowicach. W roku 2013 zostało wpisane do ewidencji lądowisk Urzędu Lotnictwa Cywilnego pod numerem 232
Całkowity koszt budowy lądowiska wyniósł ok. 1,1 mln zł..